# Łucznictwo na Światowych Wojskowych Igrzyskach Sportowych 2019
Łucznictwo na Światowych Wojskowych Igrzyskach Sportowych 2019 – zawody, które odbywały się w chińskim Wuhanie w dniach od 20 do 24 października 2019 roku podczas igrzysk wojskowych.
Zawody zostały rozegrane na obiekcie Caidian National Defense Park Archery Field. Łuczniczka Sylwia Zyzańska, dla Polski zdobyła po raz pierwszy medal w tej konkurencji (srebrny). W finale przegrał 6-4 z Niemką Eleną Richter.

## Harmonogram
|  | Faza pucharowa | F | Finał |

| ↓ Konkurencja (Dzień →)                 | 19        | 20        | 21        | 22        | 23        | 24        | 25        |
| Mężczyźni                               | Mężczyźni | Mężczyźni | Mężczyźni | Mężczyźni | Mężczyźni | Mężczyźni | Mężczyźni |
| --------------------------------------- | --------- | --------- | --------- | --------- | --------- | --------- | --------- |
| – indywidualnie                         |           |           |           |           |           | F         |           |
| – z łuku bloczkowego                    |           |           |           |           |           | F         |           |
| – drużynowo                             |           |           |           |           | F         |           |           |
| Kobiety                                 |           |           |           |           |           |           |           |
| – indywidualnie                         |           |           |           |           |           | F         |           |
| – z łuku bloczkowego                    |           |           |           |           |           | F         |           |
| – drużynowo                             |           |           |           |           | F         |           |           |
| Mikst                                   |           |           |           |           |           |           |           |
| – drużynowo (łuk klasyczny i bloczkowy) |           |           |           |           | F         |           |           |
| – drużynowo (par mieszanych)            |           |           |           |           | F         |           |           |

## Medaliści

### Mężczyźni
| Konkurencja        | Złoto                                   | Srebro                                                      | Brąz                                                           |
|                    |                                         |                                                             |                                                                |
| indywidualnie      | Marco Galiazzo                          | Lee Woo-seok                                                | Qi Kaiyao                                                      |
| z łuku bloczkowego | Fabio Tomasulo                          | Fabian Frily                                                | Eugen Pătru                                                    |
| drużynowo          | Chiny · Feng Hao · Qi Kaiyao · Wang Yan | Włochy · Marco Galiazzo · Mauro Nespoli · David Pasqualucci | Korea Południowa · Suk Jun-hee · Lee Seung-shin · Lee Woo-seok |

### Kobiety
| Konkurencja        | Złoto                                                                      | Srebro                                                     | Brąz                                                      |
|                    |                                                                            |                                                            |                                                           |
| indywidualnie      | Elena Richter                                                              | Sylwia Zyzańska                                            | Inna Stiepanowa                                           |
| z łuku bloczkowego | Linda Coyac                                                                | Catherine Denarie                                          | Rose-Marie Maya                                           |
| drużynowo          | Białoruś · Karyna Dziominskaya · Karyna Kazlouskaya · Aliaksandra Kuratnik | Rosja · Wiktoria Budaewa · Elena Osipowa · Inna Stiepanowa | Korea Północna · Pak Hyang-sun · Ri Ji-hyang · Kang Un-ju |

### Miksty
| Konkurencja                           | Złoto                                                | Srebro                                  | Brąz                                       |
|                                       |                                                      |                                         |                                            |
| drużynowo (par mieszanych)            | Rosja · Inna Stiepanowa · Erdem Tsydypov             | Chiny · Zheng Yichai · Feng Hao         | Francja · Mélanie Gaubil · Thomas Chirault |
| drużynowo (łuk klasyczny i bloczkowy) | Brazylia · Marcus Vinicius D'Almeida · Juan Urrejola | Włochy · Mauro Nespoli · Fabio Tomasulo | Francja · Thomas Chirault · Eric Baudrit   |

## Klasyfikacja medalowa
* Gospodarz zawodów został zaznaczony tym kolorem.
| Miejsce            | Reprezentacja      | Złoto | Srebro | Brąz | Razem |
| ------------------ | ------------------ | ----- | ------ | ---- | ----- |
| 1                  | Włochy             | 2     | 2      | 0    | 4     |
| 2                  | Francja            | 1     | 2      | 3    | 6     |
| 3                  | Chiny *            | 1     | 1      | 1    | 3     |
| 3                  | Rosja              | 1     | 1      | 1    | 3     |
| 5                  | Białoruś           | 1     | 0      | 0    | 1     |
| 5                  | Brazylia           | 1     | 0      | 0    | 1     |
| 5                  | Niemcy             | 1     | 0      | 0    | 1     |
| 8                  | Korea Południowa   | 0     | 1      | 1    | 2     |
| 9                  | Polska             | 0     | 1      | 0    | 1     |
| 10                 | Korea Północna     | 0     | 0      | 1    | 1     |
| 10                 | Rumunia            | 0     | 0      | 1    | 1     |
| Ogółem (11 państw) | Ogółem (11 państw) | 8     | 8      | 8    | 24    |

Źródło